# Semmeringfenster
Als Semmeringfenster oder Semmeringsystem bezeichnet die Geologie das Gebiet um den Semmering-Pass zwischen Niederösterreich und der Steiermark.

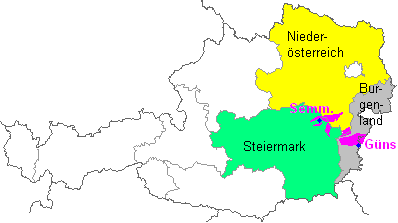
Skizze (lila) von Semmeringfenster und Günser Gebirge (Blau: Mürzzuschlag und Rechnitz)

Es stellt ein tektonisches Fenster dar, in dem ältere Gesteine (Kristallin) des Ostalpins über jüngere hinausragen – ähnlich wie beim Engadiner und Tauernfenster. Seine Abmessung beträgt etwa 10 km × 20 km, wozu noch schmale Ost-West-Ausläufer kommen. Weitere solche Durchschübe sind das Wechselfenster oder das Rechnitzer Fenster.
Während jedoch in den Hohen Tauern die Formation des Penninikums der Westalpen freigelegt wurde und die Gipfelregion zahlreicher Dreitausender bildet, ist die geologische Situation am Semmering unterschiedlich: Es handelt sich um mehr oder minder verschürfte, aber dennoch mächtige, aus triassischen Sedimenten hervorgegangene Decken des Unterostalpin, die im Zuge der alpidischen Gebirgsbildung beträchtlich zusammen- und überschoben wurden.
Die Deckenkerne des Semmeringfensters sind wahrscheinlich im Frühstadium der Alpenbildung zwischen Penninischem Ozean im Norden und Oberostalpin im Süden entstanden. Durch die Heftigkeit und Weiträumigkeit der tektonischen Bewegungen verlaufen die Grenzen der Einheiten keineswegs parallel, wie bei der Keuper-Fazies des Semmeringfensters und dem Hauptdolomit des Tauernfensters.
Nach Siegmund Prey ist das Gebäude der unterostalpinen Semmeringdecken während der alt-alpidischen Bewegungen entstanden, doch dürften diese Verschiebungen (abgeschwächt) bis zur jungalpidischen Orogenese angehalten haben. Im Pennikum wurden daher immer nördlichere Räume überwältigt, wobei die Subduktionszone, an der der penninische Ozeanboden verzehrt worden ist, trotz wahrscheinlicher Stillstände während der höheren Oberkreide lange aktiv gewesen sein muss. Demzufolge hat in diesem Raum die langandauernde Subduktion dazu geführt, dass die geologischen Einheiten auf sehr enge Räume zusammengepresst wurden.
Dementsprechend vielfältig sind auch die Gesteine der Semmeringdecke, unter denen sich neben Gneisen (aus Graniten hervorgegangene Augen- und Grobgneise sowie Paragneise) verschiedene Schiefer und anderes Kristallin, Phyllit, Quarzite und schwachmetamorphe Karbonatgesteine (z. B. Sonnwendstein, Otter, Adlitzgraben) findet. Die Platznahme des Granits, der zum heutigen Grobgneis wurde, erfolgte (nach Alfred Pahr) teilweise schon während der variszischen Gebirgsbildung.